# 中込田遺跡
中込田遺跡（なかこみだいせき）は、山口県山口市中園町地域一帯に分布した縄文時代から中世にかけての複合遺跡。

## 遺跡の概要
山口県のほぼ中央にある山口市内の椹野川水系に属する山口盆地地域に位置する。
具体的な位置は、山口盆地北東中央、椹野川と仁保川との合流点より西側700メートル。
一の坂川が形成した扇状地と糸米川が形成した扇状地がぶつかり合った丘陵先端の前面に広がる低平な盆地床に広がり標高は約20メートルで地質的には沖積層。
付近には、山口三名水の一つである「朧の清水」があり清水と言う地名も残っていたので本来、低平な盆地床でありながら比較的早い時代に陸化していたことが糸米川が地形的に低い遺跡側に流れず向山の裾野に回り込んだり、一の坂川と椹野川の合流付近から錦川に合流する水路が遺跡を迂回していることから推測できる。
縄文時代の土坑や柱穴、土器が出土しており集落も存在し縄文時代前半に出土した炭化材からクリやサクラが生育していたことも確認された。
弥生時代も遺構や遺物が確認されているが東側の集落は湿地化して陸地が縮小して集落は南西部のみになり中期まで続かず以降北部の丘陵裾野部に移動した。
古墳時代は遺物は見つかったが遺構は見つかっていなく集落の背後の山地に弥生時代から古墳時代にかけての埋葬遺跡が多数分布している。
律令時代になると条里制が敷かれ現在も地割が残るが本地域は早い時期に市街化したので昔の面影も少なく遺跡も見つかっていない。

## 調査に至る経緯
1999年（平成11年）3月に中園町一帯は区画整理事業が実施される事になったが当該地はまだ遺跡の詳細分布調査が不十分だった。
しかし、すぐ南側に石州街道が通っており中世の街並みがある事と大規模開発の為、試掘調査が必要と判断された。
試掘調査（期間1999年（平成11年）4月19日～5月18日）の結果、遺跡の存在が確認された為、1999年（平成11年）5月から2006年（平成18年）6月にかけて行った12次にわたる発掘調査がされた。

## 調査履歴

### 第1次
- 現在の地割りに沿うと考えられる溝とそれに規制された建物群が検出される[6]。

1. 面積750平方メートル
2. 調査期間：1999年（平成11年）5月6日～1999年（平成11年）6月22日
3. 調査要因：社屋建築
4. 主な遺構：掘立柱建物跡18棟、土坑11基、溝状遺構3条、柱穴約1200基
5. 主な遺物：弥生土器、土師器（中世）、輸入陶磁器、瓦質土器、鉄製品（刀子）

### 第2次
- 中世後期の集落と弥生時代の土坑が発見される。また、縄文土器も少量検出される[6]。

1. 面積680平方メートル
2. 調査期間：1999年（平成11年）8月31日～1999年（平成11年）9月29日
3. 調査要因：市道拡幅
4. 主な遺構：掘立柱建物跡2棟、土坑3基、溝状遺構1条、柱穴約410基
5. 主な遺物：縄文土器、弥生土器、土師器（中世）、瓦質土器、石製品（石鐵）、鉄製品（釘）

### 第3次
- 中世後期を中心とした集落が発見される[6]。

1. 面積1100平方メートル
2. 調査期間：1999年（平成11年）11月5日～2000年（平成12年）2月7日
3. 調査要因：市営住宅建設
4. 主な遺構：掘立柱建物跡14棟、土坑8基、溝状遺構6条、柱穴約1000基
5. 主な遺物：土師器（中世）、瓦質土器、輸入陶磁器、国産陶磁器

### 第4次
- 1次～3次調査でほとんど認められなかった近世以降の遺構が増加し、中世の遺構が減少[6]。

1. 面積100平方メートル
2. 調査期間：1999年（平成11年）11月1日～1999年（平成11年）11月8日
3. 調査要因：宅地造成に伴う擁壁設置
4. 主な遺構：土坑13基、溝状遺構6条、柱穴14基
5. 主な遺物：土師器（中世）、瓦質土器、国産陶磁器

### 第5次
- 中世後期を中心とした集落が発見される。 分布状況は、調査範囲東端がもっとも濃密で、西に行くほど粗になり、土質も微妙に砂質に変化[6]。

1. 面積200平方メートル
2. 調査期間：1999年（平成11年）12月6日～2000年（平成12年）1月7日
3. 調査要因：県道拡幅に伴う側溝設置
4. 主な遺構：掘立柱建物跡2棟、土坑3基、溝状遺構1条、柱穴約410基
5. 主な遺物：土師器（中世）、瓦質土器、輸入陶磁器、国産陶磁器、石製品（石鍋）

### 第6次
- 中世後期を中心とした集落が発見される。 現在の地割りにほぼ沿った、両側に側溝を持つ道路状遺構と掘立柱建物群が検出される。時期は室町後期と推定される。 また、2次調査で検出した弥生時代の集落の広がりを確認された[6]。

1. 面積1300平方メートル
2. 調査期間：2000年（平成12年）3月15日～2000年（平成12年）7月6日
3. 調査要因：市営住宅建設
4. 主な遺構：掘立柱建物跡16棟、粘土坑24基、溝状遺構10条、石組1基、道路状遺構2条、柱穴約700基
5. 主な遺物：土師器（中世）、瓦質土器、国産陶磁器、石製品

### 第7次
- 山口市内で2例目となる木組井戸や土坑が検出される[6]。

1. 面積120平方メートル
2. 調査期間：2000年（平成12年）6月5日～2000年（平成12年）8月8日
3. 調査要因：県道拡幅
4. 主な遺構：掘立柱建物跡2棟、棟土坑3基、井戸1基、溝状遺構1条、柱穴約410基
5. 主な遺物：土師器（中世）、瓦質土器、輸入陶磁器、国産陶磁器、鉄製品、木製品

### 第8次
- 山口盆地床においては出土例が少ない縄文時代晩期前半と考えられる遺物を含む土坑や多数の柱穴・杭穴が検出される[6]。

1. 面積900平方メートル
2. 調査期間：2002年（平成14年）7月23日～2002年（平成14年）10月22日
3. 調査要因：社屋建設（NHK山口放送局）
4. 主な遺構：土坑44基、柱穴・杭穴約2200基
5. 主な遺物：縄文土器、石製品

### 第9次
- トレンチ調査であるが、弥生時代の大型土坑が検出される[6]。

1. 面積50平方メートル
2. 調査期間：2005年（平成17年）1月6日～2005年（平成17年）1月14日
3. 調査要因：市道拡幅
4. 主な遺構：土坑4基、柱穴45基
5. 主な遺物：弥生土器、土師器（中世）、国産陶磁器

### 第10次
- 弥生時代の集落、竪穴建物跡や溝状遺構、土坑が検出され、弥生集落の一部が確認される[6]。

1. 面積200平方メートル
2. 調査期間：2005年（平成17年）1月21日～2005年（平成17年）2月18日
3. 調査要因：市道拡幅
4. 主な遺構：竪穴建物跡1棟、溝状遺構1条、土坑5基、柱穴約150個
5. 主な遺物：弥生土器、土師器（中世）、国産陶磁器

### 第11次
- 近世以降の遺構が増加し、弥生時代及び中世の遺構は減少あるいは破壊を受けていることが確認される[6]。

1. 面積400平方メートル
2. 調査期間：2005年（平成17年）4月18日～2005年（平成17年）6月1日
3. 調査要因：市道拡幅
4. 主な遺構：土坑5基、井戸1基、柱穴約160基
5. 主な遺物：弥生土器、土師器（中世）、国産陶磁器、鉄製品

### 第12次
- 13世紀～16世紀にかけての建物群が確認された。また、第1次調査の溝の続きを確認される[6]。

1. 面積500平方メートル
2. 調査期間：2006年（平成18年）4月17日～2006年（平成18年）6月2日
3. 調査要因：社屋建設（山口ケーブルビジョン）
4. 主な遺構：掘立柱建物跡9棟、土坑20基、溝状遺構13条、柱穴約680基
5. 主な遺物：土師器（中世）、瓦質土器、国産陶磁器、輸入陶磁器、鉄製品

## 関連遺跡
- 糸米庁川遺跡
- 白石遺跡
- 権現山古墳
- 荻峠遺跡
- 糸米上野遺跡
- 鴻ノ峰古墳群
- 茶臼山古墳
- 朝田墳墓群

## 関連施設
- 山口県体育館
- 山口市民球場
- 山口県立山口中央高等学校
- 袖解橋